# 龍山洞 (首爾特別市)
龍山洞（：／ Yongsan dong */?）是位於韓國首爾龙山区的一个行政洞，位于龙山区中北部。

## 概况
龙山洞位于南山脚下，在1945年韩国光复之后，便有大量来自平安道和咸镜道的居民在此安置，这里也拥有首尔面积最大的具有民俗特色的居民区。

## 下辖法定洞
- 龙山2街洞
- 龙山4街洞

## 建筑
- 龙山小学
- 龙山中学
- 韩国国立中央博物馆
- 韩国战争纪念馆
- 大韩民国国防部
- 美軍龍山基地

## 交通
- 盘浦大桥
- 南山2号隧道
- 南山3号隧道